# Granges-la-Ville
 Granges-la-Ville  es una población y comuna francesa, situada en la región de Franco Condado, departamento de Alto Saona, en el distrito de Lure y cantón de Villersexel.

## Demografía
| 193 | 212 | 221 | 186 | 188 | 197 |
| Para los censos de 1962 a 1999 la población legal corresponde a la población sin duplicidades (Fuente: INSEE [Consultar]) |     |     |     |     |     |